# Palaquium obtusifolium
Palaquium obtusifolium là một loài thực vật có hoa trong họ Hồng xiêm. Loài này được Burck mô tả khoa học đầu tiên năm 1885.